# 실전갱이
실전갱이는 농어목 전갱이과의 물고기이다. 이 품종은 열대 해역에서 발견된다. 성체는 연안에 서식하는 경우가 많고, 새끼는 일반적으로 해수대에 서식하며 해류에서 유영한다. 실전갱이는 100m 이하의 깊이에 살며 갑각류와 작은 물고기를 먹는다.